# Пшедмесьце-Бліжше
Пшедмесьце-Бліжше (пол. Przedmieście Bliższe) — село в Польщі, у гміні Солець-над-Віслою Ліпського повіту Мазовецького воєводства.
Населення — 238 осіб (2011).
У 1975-1998 роках село належало до Радомського воєводства.

## Демографія
Демографічна структура станом на 31 березня 2011 року:
|          | Загалом | Допрацездатний вік | Працездатний вік | Постпрацездатний вік |
| -------- | ------- | ------------------ | ---------------- | -------------------- |
| Чоловіки | 111     | 20                 | 83               | 8                    |
| Жінки    | 127     | 26                 | 63               | 38                   |
| Разом    | 238     | 46                 | 146              | 46                   |